# Peter Tomka
Peter Tomka (1 de junio de 1956) es un diplomático eslovaco, y ha servido como juez en la Corte Internacional de Justicia desde 2003. 

## Primeros años y educación
Nació en Banská Bystrica, Eslovaquia. Obtuvo LLM y grados de doctorado de la Universidad Charles en Praga en 1979 y 1985, respectivamente. Además, también ha realizado estudios en la Facultad de Derecho Internacional y Relaciones Internacionales en Kiev, Ucrania, en el Institut du Droit de la paix et du développement, en Niza, Francia, en el Instituto de Derecho Internacional Público y Relaciones Internacionales de Tesalónica, Grecia, y la Academia de La Haya de Derecho Internacional en los Países Bajos.

## Carrera
En 1986, se unió al Ministerio de Relaciones Exteriores de Checoslovaquia como Asesor Jurídico Adjunto, y en 1990 fue promovido a Jefe del Ministerio Público de la División de Derecho Internacional. Al año siguiente, fue trasladado a una misión de las Naciones Unidas, donde se desempeñó como Asesor Jurídico. Tras la división de Checoslovaquia, se desempeñó como Adjunto Representante Permanente de Eslovaquia de 1993 a 1994. De 1994 a 1997, se desempeñó como Embajador de Eslovaquia ante las Naciones Unidas. Volviendo al Ministerio de Relaciones Exteriores, se desempeñó como Director del Departamento de Derecho Internacional desde 1997 hasta 1998, cuando fue transferido al cargo de director general de Asuntos Jurídicos Internacionales y Consulares. Después de un año en ese puesto, fue nombrado de nuevo embajador de Eslovaquia en las Naciones Unidas, cargo que ocupó hasta su nombramiento en el Tribunal de Justicia. También ocupó un escaño en la Comisión de Derecho Internacional entre 1999 y 2002. 
Paralelamente a su membresía Corte Internacional de Justicia, el Magistrado Tomka sirvió en 2005 como un árbitro de Bélgica, Países Bajos, que fue presidida por el Juez de Corte Internacional de Justicia Rosalyn Higgins y desde 2007 el Magistrado Tomka ha sido miembro del anuncio del CIADI Comisión Especial en el caso de Malasia Histórico Salvors contra el Gobierno de Malasia, que también comprende la CIJ jueces Stephen M. Schwebel (Presidente) y Mohamed Shahabuddeen. 
El Magistrado Tomka fue elegido Vicepresidente de la Corte Internacional de Justicia el 6 de febrero de 2009, el mismo día que el juez Hisashi Owada fue elegido el primer japonés Presidente de la CIJ. El 6 de febrero de 2012, después de su reelección por el Consejo de Seguridad y la Asamblea General de las Naciones Unidas, fue elegido Presidente de la Corte Internacional de Justicia.